# Джонні Андерсон (футболіст)
Джонні Андерсон (англ. John Anderson; 8 грудня 1929, Баррхед — 22 серпня 2001, Лестер) — шотландський футболіст, що грав на позиції воротаря за клуб «Лестер Сіті», а також національну збірну Шотландії.

## Клубна кар'єра
Народився 8 грудня 1929 року в місті Баргед. Вихованець футбольної школи клубу «Артурлі».
У дорослому футболі дебютував 1948 року виступами за команду «Лестер Сіті», кольори якої і захищав протягом усієї своєї кар'єри гравця, що тривала дванадцять років. Більшість часу, проведеного у складі «Лестер Сіті», був основним голкіпером команди.

## Виступи за збірну
1954 року дебютував в офіційних матчах у складі національної збірної Шотландії. Протягом кар'єри у національній команді провів у її формі 1 матч.
Був присутній в заявці збірної на чемпіонаті світу 1954 року у Швейцарії, але не їздив до Швейцарії, оскільки Енді Бітті вирішив взяти лише 13 гравців.
Помер 22 серпня 2001 року на 72-му році життя.